# Hạt Higgs
Hạt Higgs (tiếng Việt đọc là: Hích) hay boson Higgs (Bô dôn Hích) là một hạt cơ bản trong mô hình chuẩn của ngành vật lý hạt và là một trong những loại hạt boson. Ngày 4 tháng 7 năm 2012, các nhà vật lý học tại Tổ chức Nghiên cứu Nguyên tử châu Âu (CERN) đã nhận ra sự tồn tại của một hạt có những đặc tính "thích hợp với boson Higgs", xác suất rằng dấu hiệu không phải do nó chỉ tới 0,00003% (tức 5 độ lệch); tuy nhiên, các nhà khoa học hạt vẫn cần phải xác nhận rằng sự quan sát này do boson Higgs thay vì một boson bất ngờ chưa được khám phá.
Trong vài thập kỷ qua, ngành vật lý hạt đã xây dựng được một lý thuyết mô hình chuẩn, tạo nên khuôn khổ về sự hiểu biết các hạt và tương tác cơ bản trong tự nhiên. Một trong những thành phần cơ bản của mô hình này là trường lượng tử giả thiết phổ biến, chịu trách nhiệm cung cấp khối lượng cho các hạt. Trường này có tên gọi là trường Higgs. Nó là hệ quả của lưỡng tính sóng-hạt trong cơ học lượng tử, và tất cả các trường lượng tử đều có một hạt cơ bản đi kèm. Hạt đi kèm với trường Higgs được gọi là hạt Higgs, hay boson Higgs, theo tên của nhà vật lý Peter Higgs.
Hạt Higgs thường được gọi là "hạt của Chúa" (God particle) trong truyền thông đại chúng bên ngoài cộng đồng khoa học. Tên gọi này xuất phát từ nhan đề cuốn sách năm 1993 về boson Higgs và vật lý hạt The God Particle: If the Universe Is the Answer, What Is the Question? của Leon Lederman. Ông đã muốn dùng tên gọi là Goddamn particle (hạt bị Chúa nguyền rủa, hạt mắc dịch) vì tầm quan trọng và sự khó khăn để xác định nó. Tuy nhiên biên tập viên cho rằng cách gọi này quá gây tranh cãi nên đã thuyết phục ông đổi tên.
Vì trường Higgs chịu trách nhiệm về khối lượng, việc các hạt cơ bản có khối lượng được nhiều nhà vật lý coi như một dấu hiệu cho thấy sự tồn tại của trường Higgs. Giả sử hạt Higgs tồn tại, chúng ta có thể suy luận được ra khối lượng của nó dựa trên tác động mà nó tạo ra đối với thuộc tính của các hạt và trường khác.
Ngày 4 tháng 7 năm 2012, Fabiola Gianotti và Joseph Incandela, phát ngôn viên cho hai đội thí nghiệm độc lập ATLAS và CMS trình bày kết quả thực nghiệm của họ về boson Higgs tại LHC. Họ xác nhận mức tin cậy "5 sigma"(5σ) của bằng chứng về một hạt có đặc tính "tương đồng với boson Higgs", và họ thừa nhận rằng công việc tiếp theo là cần thiết để kết luận rằng nó có mọi đặc tính mà lý thuyết đã tiên đoán về boson Higgs.

## Ý tưởng cho sự tồn tại của hạt Higgs
Rất nhiều thí nghiệm thuộc lĩnh vực vật lý hạt trên thế giới đang tìm kiếm cơ chế tạo ra khối lượng. Các nhà khoa học tại phòng thí nghiệm hạt nhân CERN ở Geneva cũng như tại Fermilab ở Illinois đang hy vọng tìm kiếm được cái họ gọi là "boson Higgs". Họ tin tưởng rằng nó là một hạt, cũng có thể là một tập hợp hạt mà chúng có thể tạo ra những hạt có khối lượng khác.
Ảnh hướng của nhóm (đám đông vây quanh) chính là cơ chế Higgs, được đưa ra bởi nhà vật lý người Anh Peter Higgs vào những năm 1960. Lý thuyết đưa ra giả thuyết cho rằng có một dạng lưới biểu trưng cho trường Higgs phủ đầy vũ trụ. Giống như trường điện từ, nó có ảnh hưởng tới những hạt di chuyển xuyên qua nó, nhưng nó cũng liên hệ với vật lý chất rắn. Các nhà khoa học biết rằng khi một electron đi qua một mạng tinh thể nguyên tử điện tích dương, khối lượng của electron có thể tăng lên gấp 40 lần. Điều này cũng có thể đúng với trường Higgs, khi một hạt di chuyển trong nó, nó sẽ bị bóp méo một chút – giống như đám đông vây quanh ngôi sao điện ảnh ở bữa tiệc – và truyền khối lượng cho hạt.
Câu hỏi về khối lượng là một vấn đề hóc búa, dẫn đến việc tồn tại hạt boson Higgs để phủ kín khoảng trống còn sót trong Mô Hình Chuẩn. Mô Hình Chuẩn miêu tả 3 trong 4 lực của tự nhiên: lực điện từ, lực tương tác mạnh, và lực tương tác yếu. Lực điện từ đã được biết một cách cặn kẽ trong nhiều thập kỷ qua. Hiện tại, các nhà vật lý dồn sự quan tâm sang lực hạt nhân mạnh, lực liên kết những phần của hạt nhân nguyên tử lại với nhau, và lực hạt nhân yếu, lực chi phối khả năng phóng xạ cũng như phản ứng tổng hợp hydro, một phản ứng quan trọng tạo ra năng lượng trong Mặt Trời.
Điện từ học miêu tả sự tương tác giữa các hạt và photon, hình thành những bó (packet) nhỏ của bức xạ điện từ. Tương tự, lực hạt nhân yếu miêu tả cách thức hai hạt boson W và boson Z tương tác với các electron, quark, neutron... Có một sự khác nhau rõ ràng giữa hai tương tác này: photon không có khối lượng, trong khi khối lượng của W và Z lại khá lớn (khoảng 100 lần so với khối lượng của proton). Trong thực tế chúng là một trong những hạt có khối lượng lớn nhất từng biết.
Khuynh hướng đầu tiên là giả sử rằng boson W và boson Z dễ dàng tồn tại và tương tác với những hạt cơ bản khác. Nhưng trên cơ sở toán học, khối lượng lớn của boson W và boson Z mang đến sự mâu thuẫn trong Mô Hình Chuẩn. Để giải thích cho điều này, các nhà vậy lý cho rằng phải có ít nhất một hạt khác – đó là boson Higgs.
Những lý thuyết đơn giản nhất dự đoán rằng có một boson Higgs, nhưng những lý thuyết khác lại cho rằng có nhiều hơn. Trong thực tế, quá trình tìm kiếm hạt Higg là một trong những sự việc hào hứng nhất trong nghiên cứu, bởi vì nó có thể dẫn đến những khám phá mới, hoàn chỉnh vật lý hạt. Một số nhà lý thuyết nói rằng nó có thể mang ánh sáng đến cho toàn bộ những dạng tương tác mạnh mới, và số khác tin tương rằng việc nghiên cứu sẽ khám phá ra một vật lý cơ bản đối xứng mang tên "siêu đối xứng".
Trước hết, các nhà khoa học muốn xác định phải chăng boson Higg thực sự tồn tại? Quá trình tìm kiếm đã bắt đầu từ hơn 10 năm trước, tại cả hai phòng nghiên cứu CERN tại Geneva và Fermilab ở Illinois. Để tìm kiếm các hạt này, các nhà nghiên cứu phải thực hiện va chạm những hạt khác với nhau ở vận tốc cực lớn. Nếu năng lượng từ sự va chạm này đủ lớn, nó có thể chuyển sang những hạt vật chất nhỏ hơn – có thể là boson Higgs. Những hạt này chỉ tồn tại ở một thời gian ngắn, sau đó phân rã thành các hạt khác. Vì thế, để chứng minh cho sự xuất hiện của hạt Higgs trong sự va chạm, các nhà nghiên cứu phải tìm được bằng chứng dựa vào các hạt nó sẽ phân rã ra.